# Czarne (Dubeninki)
Czarne (deutsch Czarnen, 1938–1945 Scharnen) ist ein kleines Dorf in der polnischen Woiwodschaft Ermland-Masuren. Es liegt im Powiat Gołdapski (Kreis Goldap) und gehört zur Landgemeinde Dubeninki (Dubeningken).

## Geographische Lage
Czarne liegt südlich der Rominter Heide (Puszcza Romincka) an der Südspitze des Jezioro Czarne (wörtlich „Schwarzer See“, bis 1938 Czarner See, 1938–1945 Scharner See). Die Kreisstadt Gołdap ist 14 Kilometer entfernt, bis zur Grenze zum russischen Oblast Kaliningrad sind es 5 Kilometer.

## Geschichte
Das einst Czarnen genannte Dorf wurde um 1556 gegründet. Vor 1945 bestand es aus ein paar großen und kleinen Höfen.
Im Jahr 1874 kam der Ort zu dem neu errichteten Amtsbezirk Rogainen; am 1. September 1939 wurde er in den Amtsbezirk Gurnen umgegliedert. Beide Male gehörte das Dorf zum Kreis Goldap im Regierungsbezirk Gumbinnen der preußischen Provinz Ostpreußen.
171 Einwohner waren im Jahr 1910 in Czarnen registriert. Ihre Zahl stieg bis 1933 auf 176 und verzeichnete 1939 nur noch 132.
Im Zuge der nationalsozialistischen Umbenennungsaktion wurde Czarnen am 3. Juni – offiziell bestätigt am 16. Juli – 1938 in Scharnen umbenannt. Sieben Jahre später wurde das Dorf in Kriegsfolge nach Polen überführt und erhielt die polnische Bezeichnung Czarne.
Das Dorf ist heute Sitz eines Schulzenamtes (polnisch Sołectwo) und Ortschaft der Gmina Dubeninki im Powiat Gołdapski. Von 1975 bis 1998 der Woiwodschaft Suwałki zugeordnet, gehört es seither zur Woiwodschaft Ermland-Masuren. 2006 lebten 47 Einwohner im Ort.

## Religionen
Vor 1945 war die überwiegende Mehrheit der Bevölkerung Czarnens evangelischer Konfession und in das Kirchspiel der Kirche Dubeningken eingepfarrt. Es war Teil des Kirchenkreises Goldap in der Kirchenprovinz Ostpreußen der Evangelischen Kirche der Altpreußischen Union. Die wenigen Katholiken besuchten die Pfarrkirche in Goldap, die zum Bistum Ermland gehörte.
Nach 1945 änderten sich die Zuständigkeiten: Die fast ausnahmslos katholische Einwohnerschaft Czarnes hält sich jetzt zu der einst evangelischen und nunmehr katholischen Pfarrkirche in Dubeninki im Dekanat Filipów des Bistums Ełk (Lyck) der Katholischen Kirche in Polen. Die wenigen evangelischen Kirchenglieder gehören zur Kirchengemeinde Gołdap, einer Filialgemeinde der Pfarrei in Suwałki in der Diözese Masuren der Evangelisch-lutherischen Kirche in Polen.

## Verkehr
Czarne liegt an einer Nebenstraße, die die Woiwodschaftsstraße DW 651 bei Zawiszyn (Katharinenhof) mit Górne (Gurnen) unweit der Landesstraße DK 65 verbindet. Eine Bahnanbindung besteht nicht mehr. Bis 1945 lag Czarne zwischen den Bahnstrecken Goldap–Szittkehmen (auch „Kaiserbahn“) mit der Bahnstation Dubeningken und Lyck–Insterburg (Ełk–Tschernjachowsk) mit der Bahnstation Gurnen (Górne). Während die eine gleich nach dem Zweiten Weltkrieg ihren Betrieb einstellte, wurde die andere noch bis 1993 betrieben, dann aber auch für den Personenverkehr geschlossen. Sporadisch dient die Strecke heute noch dem Güterverkehr.